# Валениј де Муреш (Муреш)
Валениј де Муреш (рум. Vălenii de Mureș) насеље је у Румунији у округу Муреш у општини Бранковенешти. Oпштина се налази на надморској висини од 412 m.

## Становништво
Према подацима из 2002. године у насељу је живело 1304 становника.

### Попис2002.
| Расподела становништва по националности 2002.‍ | Расподела становништва по националности 2002.‍ | Расподела становништва по националности 2002.‍ | Расподела становништва по националности 2002.‍ | Расподела становништва по националности 2002.‍ |
| --------------------------------------------- | --------------------------------------------- | --------------------------------------------- | --------------------------------------------- | --------------------------------------------- |
|                                               |                                               |                                               |                                               |                                               |
| Румуни                                        | Румуни                                        |                                               | 152                                           | 11,7%                                         |
| Мађари                                        | Мађари                                        |                                               | 1.143                                         | 87,8%                                         |
| Роми                                          | Роми                                          |                                               | 7                                             | 0,5%                                          |